# Alejandra Onieva
Alejandra Onieva Molas, née le 1er juin 1992 à Madrid, en Espagne, est une actrice espagnole.

## Biographie
Alejandra Onieva naît à Madrid en Espagne, 1er juin 1992. Avant de prendre des cours d'art dramatique dans les écoles Estudio Interactivo et Cuarta Pared à Madrid, l'actrice commence tout d'abord à étudier la publicité, les relations publiques et la mode.
Toutefois, peu après, elle quitte son université parce qu'elle avait été sélectionnée pour jouer l'un des rôles principaux dans la série télévisée Le Secret.

## Carrière
Elle commence sa carrière d'actrice sur le petit écran dans Le Secret créée par Aurora Guerra.
En 2017, elle fait partie du casting de la série originale Telecinco, Ella es tu padre (es) avec les acteurs Carlos Santos, María Castro et Rubén Cortada. La série a été diffusée le 4 septembre 2017 avec de bonnes critiques, bien l'arrêt de celle-ci, en raison d'une faibles audience, après le septième épisode de la série. En juillet 2018, il a été annoncé que la série serait diffusée sur Factoría de Ficción afin de diffuser les épisodes restants. 
À la fin de la même année, l'actrice a été à la tête de la série Presunto culpable (es) avec Miguel Ángel Muñoz. La série est diffusée sur Antena 3.
En mai 2019, la première saison de la série originale espagnole Netflix, Alta Mar a été diffusée, avec Ivana Baquero et Jon Kortajarena dans le rôle du couple principal. Après trois saisons, Netflix décide de ne pas reconduire la série fin août 2020.

## Vie privée
Depuis juillet 2020 à décembre 2021 elle fréquentait l'acteur roumano-américain Sebastian Stan,.

## Cinéma
- 2014 : Por un puñado de besos de David Menkes
- 2015 : Novatos de Pablo Aragüés

## Séries télévisées
- 2011-2014 : Le Secret (El secreto de Puente Viejo) : Soledad Castro Montenegro
- 2017-2018 : Ella es tu padre : Chloe
- 2018 : Presunto culpable : Anne
- 2019-2020 : Alta Mar : Carolina Villanueva
- depuis 2023 : Las pelotaris 1926 : Ane Ryder / Ane Gerrikagoitia